# Bruckhäusl (Gemeinde Kirchbichl)
Bruckhäusl ist ein Dorf in der Gemeinde Kirchbichl im Bezirk Kufstein. Es liegt auf circa 534 m ü. A. im Osten von Kirchbichl.
„Bruckhäusl“ ist darüber hinaus auch gemeinsamer Flurname des Wörgler Stadtteils „Wörgl Boden“ und des Kirchbichler Ortsteils „Kirchbichl Boden“ (zu dem auch das Dorf Bruckhäusl zählt).
Der Ort ist geprägt durch die engen Verbindungen zu den angrenzenden östlichen Siedlungen Wörgls. So teilt Bruckhäusl die Pfarre, die Feuerwehr, die Musikkapelle sowie den Kindergarten und die Volksschule mit ihren Wörgler Nachbarsiedlungen.
Es existiert ein aktives und gemeinsames Vereinsleben mit zahlreichen Vereinen.

## Geografie
Im Süden grenzt Bruckhäusl mit der Brixentaler Ache an die Wörgler Bodensiedlung. Im Norden wird der Ort durch den steilen Ausläufer des Juffinger Jöchls (Paisslberg) begrenzt.
Das Ortszentrum besteht aus einer Pfarrkirche mit Pfarrhaus, einem Vereinshaus, einem Kindergarten und einer Volksschule, einem Feuerwehrhaus und mehreren Wohnhäusern. Etwas außerhalb befindet sich ein Gewerbegebiet, sowie weitere Wohnhäuser und einige Bauernhöfe mit größeren landwirtschaftlich genutzte Flächen.

## Kultur und Sehenswürdigkeiten
- Pfarrkirche Bruckhäusl: In den Jahren 1978 und 1979 wurde die Kirche nach Plänen von Clemens Holzmeister neu errichtet.

## Wirtschaft und Infrastruktur
Der im Westen des Ortes gelegene Wirtschaftspark Kirchbichl-Ost beheimatet mehrere kleinere und mittlere Gewerbebetriebe. Auch sonst gibt es zerstreut noch einige kleinere Gewerbeunternehmen. Die Landwirtschaft hat eine große Bedeutung in Bruckhäusl.

### Verkehr
Der Ort kann über die alte Loferer Bundesstraße, sowie über eine einspurige Zehenthofer-Brücke aus der Wörgler Bodensiedlung erreicht werden. Seit 2007 existiert eine Ortsumfahrung, welche allerdings auf Wörgler Gemeindegebiet verläuft. Der Postbus verkehrt auf den Routen Wörgl – Bruckhäusl – Itter – Söll – Ellmau – St. Johann i. T. und Bruckhäusl – Kirchbichl – Wörgl – Kundl – Breitenbach a. I.
Der Bahnhof Wörgl Süd-Bruckhäusl der Giselabahn befindet sich südlich des Ortszentrums in Fußweite in der benachbarten Wörgler Bodensiedlung.
Entlang der Brixentaler Ache führt ein Radweg von Wörgl nach St. Johann.
Der Jakobsweg (Hauptweg Tirol Nord – Inntal) führt von St. Johann in Tirol her entlang des Radweges durch den Ort.

### Bildung
Im Ort gibt es eine Volksschule sowie einen Kindergarten, in der auch die Kinder der benachbarten Wörgler Siedlungen Mayrhofen, Boden, Pinnersdorf, Haus und Einöden unterrichtet bzw. betreut werden.

## Persönlichkeiten
- Arno Kecht (1930–2022), Lehrer und Leiter der Volksschule Bruckhäusl, Skipionier samt Gründung von Lift und eigener Skischule, Leiter des Kirchenchores und des Frauensingkreises, Mitglied der Freiwilligen Feuerwehr, Kämpfer für die Lebensqualität im Ort und damit gegen Verkehrsbelastung und Mülldeponie.[5]